# Sông Đáy
Sông Đáy dòng sông chảy xuyên qua Hà Nội và Ninh Bình trước khi đổ ra biển Đông tại cửa Đáy. Dòng sông chảy song song bên hữu ngạn hạ lưu sông Hồng và cũng là cửa sông lớn nhất của lưu vực sông Hồng.
Sông Đáy là một trong những con sông dài ở miền Bắc Việt Nam, và là con sông chính của lưu vực sông Nhuệ - Đáy ở phía Tây Nam vùng châu thổ sông Hồng. Dòng chảy sông Đáy từ ngã ba Vân Đình tới cửa Đáy là tuyến đường thủy quốc gia, riêng đoạn từ cảng Ninh Phúc (Đông Hoa Lư) tới cửa Đáy là tuyến đường thủy quốc gia đặc biệt quan trọng. Trong lưu vực sông Đáy có nhiều sông khác như sông Tích, sông Nhuệ, sông Bùi, sông Bôi, sông Lạng, sông Hoàng Long, sông Sắt, sông Vạc, sông Nam Định, liên quan đến nhau nên đã được quy hoạch thủy lợi chung vào hệ thống sông Đáy.

## Tên gọi
Sông Đáy trên dòng chảy của mình qua các địa phương từng có nhiều tên gọi như Hát Giang, Ninh Giang, Thanh Quyết, Gián Khẩu,... Đầu nguồn sông lấy nước từ sông Hồng vào gọi là cửa Hát Môn, nơi Hai Bà Trưng dựng cờ khởi nghĩa năm 40. Tới triều Nguyễn, tên gọi này vẫn còn được sử dụng. Theo GS. TSKH Tô Ngọc Thanh thì chữ "Hát" nghĩa là thác nước trong tiếng Mường và dân cư ở đây xưa vốn là người Mường. Sách Thái Bình hoàn vũ ký của Trung Quốc chép là sông Chu Diên, gắn với tên huyện Chu Diên, cũng có từ thời thuộc Hán, là quê ông Thi Sách, chồng bà Trưng Trắc. Sông đổ ra biển tại cửa Đại Ác, xưa là nơi Triệu Quang Phục tự tẫn sau khi thua Lý Phật Tử. Cửa này cũng có tên gọi khác là Đại Nha (Ác và Nha đều là con quạ), sau đổi là cửa Đại An, rồi đến cửa Liêu.
Từ thời Tiền Lê cho tới thời Hậu Lê, khúc sông giữa đều gọi là Ninh Giang hay sông Chỉ Ninh, gắn với huyện Ninh Sơn, có "Ninh Kiều máu chảy thành sông" trong Bình Ngô đại cáo. Khi chảy đến Hà Nam cũ, sử nhà Minh còn chép tên sông Sinh Quyết, sau gọi là Thanh Quyết, chảy qua huyện Thanh Liêm, nơi Giản Định Đế đánh thắng Mộc Thạnh. Khi xuống tới Ninh Bình, sông hợp lưu với sông Hoàng Long tại ngã ba Gián Khẩu nên cuối nguồn còn gọi là sông Gián Khẩu, có nghĩa là "bịt mồm". Theo dân vùng Gia Viễn thì vào thời Mạc, Bà Chúa Vực Vông đã trả thù cho chồng bằng cách bịt mồm viên quan triều đình rồi ném xuống sông.
- Trái: Song Dai chỉ sông Phó Đáy ngày nay, còn Day chỉ sông Đáy ngày nay
- Phải: S. Day chỉ sông Phó Đáy ngày nay, còn Lach Day chỉ sông Đáy ngày nay

Tên "sông Đáy" cũng từng được gọi cho sông Phó Đáy ngày nay, là phụ lưu của sông Lô. Năm 1949, chủ tịch Hồ Chí Minh vẫn sáng tác bài thơ "Đi thuyền trên sông Đáy" để nói về con sông chảy qua chiến khu Việt Bắc này. Nhưng trong các bản đồ của người Pháp, do cách phiên âm nên đã có nhiều sự nhầm lẫn giữa Song Dai, S. Day, Lach Day, Cua Day... Vậy nên ngày nay, sông Đáy trở thành tên gọi chính thức của con sông lớn chảy từ Hà Nội về Ninh Bình rồi đổ ra biển; còn sông Đáy cổ vốn nhỏ hơn nên bị "giáng" xuống làm Phó Đáy, chảy từ Bắc Kạn về Vĩnh Phúc. Ngoài chuyện tên gọi thì hai con sông này không hề liên quan gì tới nhau.

## Đặc điểm dòng chảy
Sông Đáy dài 250 km nếu tính theo nhánh bên tả, còn theo nhánh chính bên hữu thì sông Đáy dài 325 km (đoạn thượng nguồn còn gọi là sông Tích). Sông Đáy là 1 trong 5 con sông dài nhất ở miền Bắc Việt Nam (Hồng, Đà, Lô, Cầu, Đáy). Lưu vực sông Đáy (cùng với phụ lưu sông Nhuệ) hơn 7.500 km² trên địa bàn các tỉnh thành Hà Nội, Phú Thọ và Ninh Bình
Sông Đáy là dòng chảy chính của các sông Tích, sông Bùi, sông Nhuệ, sông Bôi, sông Hoàng Long, sông Sắt, sông Đào, sông Vạc. Trước đây đầu nguồn sông Đáy nhận nước của sông Hồng ở xã Liên Minh, Hà Nội. Song hiện nay khu vực này đã bị bồi lấp, và đã được thay thế bằng tuyến kênh đào Cẩm Đình - Hiệp Thuận với đầu nguồn tại xã Phúc Lộc. Tuy vậy, nguồn cung cấp nước chính cho sông Đáy chủ yếu vẫn là các nhánh sông Tích, sông Nhuệ, sông Hoàng Long và sông Đào.
Ở thượng nguồn, lưu lượng của sông bất thường nên mùa mưa thì lũ quét lại thêm dòng sông quanh co uốn khúc nên dễ tạo ra những ghềnh nước lớn. Đến mùa khô thì lòng sông có chỗ cạn lội qua được nên thượng lưu sông Đáy thuyền bè không dùng được. Đoạn hạ nguồn từ Vân Đình, Hà Nội đến cửa Đáy được công nhận là tuyến đường sông cấp quốc gia.
Sông Đáy khi xuôi đến Vân Đình thì lòng sông rộng ra, tốc độ dòng chảy chậm lại nên có thể đi thuyền được. Khúc sông đây men đến vùng chân núi nên phong cảnh hữu tình. Đến địa phận xã Hương Sơn, sông Đáy tiếp nhận dòng suối Yến (thủy lộ vào chùa Hương). Vượt đến tỉnh Ninh Bình khi sông chảy vào Phủ Lý thì dòng sông Nhuệ góp nước từ phía tả ngạn. Sông Đáy tiếp tục hành trình xuôi Nam đón sông Hoàng Long bên hữu ngạn từ miền núi tỉnh Hòa Bình và Ninh Bình dồn về tại ngã ba Gián Khẩu, cách Hoa Lư khoảng 10 km về phía Bắc. Đoạn này sông được gọi sông Gián Khẩu. Qua khỏi Hoa Lư khoảng 20 km thì bên tả ngạn có phụ lưu là sông Đào thêm nước rồi tiếp tục nhận nước sông Vạc bên hữu ngạn. Gần đến biển, sông Đáy chuyển hướng từ Tây Bắc - Đông Nam sang Đông Bắc - Tây Nam rồi đổ ra vịnh Bắc Bộ ở Cửa Đáy, xưa gọi là cửa Đại An hay Đại Ác thuộc huyện Kim Sơn và huyện Nghĩa Hưng cũ.
Khác với các cửa sông khác ở miền Bắc như: cửa Ba Lạt, cửa Thái Bình, cửa Văn Úc... vùng biển cửa sông Đáy phát triển thiên về xu hướng bồi tụ mạnh nhờ có nguồn bồi tích rất dồi dào từ hệ thống sông Hồng và cửa sông nằm ở vùng bờ biển lõm, tránh được các hướng sóng chính có tác động mạnh ở ven biển đồng bằng sông Hồng.

## Các phụ lưu
Sông Đáy có các phụ lưu cấp 1, 2, 3 sau đây:
- Sông Tích (Tây Hà Nội)
  - Suối Hai (Ba Vì, Hà Nội)
  - Sông Con (Hà Nội)
  - Sông Bùi (Hòa Bình, Hà Nội)
- Sông Thanh Hà
- Suối Yến (Mỹ Đức, Hà Nội)
- Sông Nhuệ (Hà Nội, Hà Nam)
  - Sông Tô Lịch (Hà Nội)
  - Sông Hòa Bình (Hà Nội)
  - Sông Giẽ (Hà Nội)
- Sông Hoàng Long (Ninh Bình)
  - Sông Bôi (Hòa Bình - Ninh Bình)
    - Sông Đập - Sông Canh Bầu (Nho Quan)
    - Suối Chiềng (Hòa Bình)
    - Sông Bãi Ma (Hòa Bình)

  - Sông Lạng (Hòa Bình - Ninh Bình)
  - Sông Chanh (Hoa Lư)
  - Sông Sào Khê (Hoa Lư, Ninh Bình)
  - Sông Rịa - Sông Chim (Nho Quan, Ninh Bình)
  - Sông Rộc (Hòa Bình) - sông Lạng (Ninh Bình)
- Sông Vân (thành phố Hoa Lư)
- Sông Sắt (Nam Định)
- Sông Nam Định hay sông Đào, rút nước từ hạ lưu sông Hồng đổ ra sông Đáy
- Sông Vạc (Hoa Lư, Yên Khánh, Yên Mô, Kim Sơn.
  - Sông Hệ Dưỡng (Hoa Lư, Ninh Bình)
  - Sông Bến Đang (Nho Quan, Tam Điệp, Yên Mô tỉnh Ninh Bình)
  - Sông Ngô Đồng
  - Sông Mới (Yên Khánh, Ninh Bình)
  - Sông Bút (Yên Mô, Ninh Bình)
  - Sông Ân Giang (Kim Sơn, Ninh Bình)

## Di tích và danh thắng
Xuôi dòng sông Đáy sẽ gặp nhiều di tích và danh thắng lần lượt như:
- Đền Hát Môn ở xã Hát Môn, Hà Nội thờ Hai Bà Trưng. Đây là nơi Hai Bà hội quân khởi nghĩa và tương truyền cũng là nơi Hai Bà gieo mình tuẫn tiết.
- Đình Đại Phùng ở xã Đan Phượng, Hà Nội là di tích quốc gia đặc biệt thờ hai vị tướng chống quân Nguyên Mông.
- Đình Hạ Hiệp ở xã Hát Môn, Hà Nội là di tích quốc gia đặc biệt, thờ tướng của Hai Bà Trưng.
- Đình Yên Sở ở xã Dương Hoà, Hà Nội thờ tướng Lý Phục Man, một vị tướng tài thời Lý Nam Đế.
- Chùa Thầy là một quần thể các ngôi chùa trên núi đá ở xã Quốc Oai, Hà Nội được xây dựng từ thời Đinh, từng là nơi tu hành của Thiền sư Từ Đạo Hạnh.
- Đình So ở xã Hưng Đạo, Hà Nội được xem là ngôi đình đẹp nhất xứ Đoài, thờ tam vị Đại Vương tướng nhà Đinh.
- Chùa Trầm là một quần thể các ngôi chùa trên núi đá ở phường Chương Mỹ, Hà Nội xưa kia từng là nơi vua Lê đặt hành cung.
- Chùa Hương là một quần thể các ngôi chùa trên núi đá xã Hương Sơn, Hà Nội. Tại đây có Động Hương Tích được mệnh danh là Nam Thiên Đệ Nhất Động - động đẹp nhất trời Nam và lễ hội kéo dài nhất cả nước (ba tháng mùa xuân).
- Chùa Bà Đanh ở phường Ngọc Sơn, Ninh Bình được mệnh danh là "đệ nhất vắng khách", "vắng như chùa Bà Đanh".
- Nhà thờ Sở Kiện ở phường Châu Sơn, Ninh Bình, một trong 4 vương cung thánh đường ở Việt Nam.
- Kẽm Trống, một thắng cảnh độc đáo tạo ra bởi một đoạn sông Đáy và 2 vách núi đá 2 bờ sông thuộc ranh giới 2 xã Thanh Lâm và Gia Trấn.
- Dục Thúy Sơn ở phường Hoa Lư, Ninh Bình là danh thắng từ thời Trần gắn với Trương Hán Siêu nằm ở ngã ba sông Vân đổ vào sông Đáy.
- Cồn Nổi là hòn đảo nằm ở cửa sông Đáy, thuộc khu dự trữ sinh quyển đồng bằng sông Hồng.

## Sông Đáy trong văn học
- Nguyễn Du có bài thơ chữ Nho, "Thanh Quyết giang vãn thiếu", tả cảnh chiều trên sông Thanh Quyết, đoạn hạ lưu sông Đáy[17].

| 浮撟盡處出平田 歷歷青山在眼前 古徑樵歸明月擔 潮門漁送夕陽船 茫茫遠水三春樹 落落人家兩岸煙 極目鄉關在何處 征鴻數點白雲邊 | Phù kiều tận xứ xuất bình điền Lịch lịch thanh sơn tại nhãn tiền Cổ kính tiều quy minh nguyệt đảm Triều môn ngư tống tịch dương thuyền Mang mang viễn thủy tam xuân thụ Lạc lạc nhân gia lưỡng ngạn yên Cực mục hương quan tại hà xứ Chinh hồng sổ điểm bạch vân biên | "Chiều sông Đáy" Cầu nổi cuối thôn mở cánh đồng Núi xanh lớp lớp mắt ngay trông Nước lên ngư đẩy thuyền tàn nắng Lối cũ tiều về gánh sáng trăng Khói tỏa đôi bờ nhà lác đác Cây xuân mấy khóm nước mênh mông Cố nhìn quê quán nơi đâu nhỉ Trắng một màu mây, cánh cánh hồng (Thảo Nguyên dịch) |

- Kẽm Trống là một danh thắng nổi tiếng, thực chất là khoảng trống được tạo ra bởi hai bên là núi giữa là sông Đáy như lời của nữ sĩ Hồ Xuân Hương đã vịnh cảnh trong bài thơ Kẽm Trống:

Hai bên thì núi, giữa thì sông
Có phải đây là Kẽm Trống không
- Nhạc sĩ Lưu Hữu Phước có ca khúc nổi tiếng "Hát Giang Trường Hận" sau đổi tên là Hồn Tử Sĩ, dùng trong nghi thức lễ tang chính thức của Việt Nam hiện nay. Trước năm 1975, bài hát này đã được cả hai miền sử dụng, nhà nước Việt Nam Dân chủ Cộng hòa sử dụng trong lễ tang cấp nhà nước và chính quyền Việt Nam Cộng hòa sử dụng trong nghi thức lễ tang quân đội.
- Nhà thơ Lai Vu (1942-1990) trong bài "Dòng sông quê anh, dòng sông quê em" có câu:

Dòng sông Đáy quê em
Sông trăng hay sông lụa
...
Sóng xanh như mắt trẻ
- Mùa hoa cải bên sông là tên một câu chuyện, một bộ phim, một bài hát nổi tiếng về dòng sông Đáy.

## Các cây cầu bắc qua sông Đáy
- Cầu Phùng (nối 2 huyện Đan Phượng và Phúc Thọ của thành phố Hà Nội)
- Cầu Yên Sở (huyện Hoài Đức, thành phố Hà Nội), trên đường tỉnh 422
- Cầu Sông Đáy trên Đại lộ Thăng Long
- Cầu 72 trên đường tỉnh 423 (đường 72 cũ), giữa Vân Côn, Hoài Đức - Cộng Hòa, Quốc Oai
- Cầu Cù Sơn (Vân Côn, Hoài Đức) - cầu nhỏ (1 làn), đầu cầu phía hữu ngạn không có đường ôtô đi được
- Cầu Tân Phú (An Thượng, Hoài Đức - Tân Phú, Quốc Oai) - cầu nhỏ (1 làn) Cầu Mai Lĩnh (Hà Đông)
- Cầu Mai Lĩnh (Quốc lộ 6, Đồng Mai, Hà Đông, Hà Nội).
- Cầu Văn Phương nối làng Chuông với làng Vân La, Chương Mỹ
- Cụm cầu Hòa Viên, cầu Ba Thá sắt, cầu Ba Thá
- Cầu Mỹ Hòa (Nối 2 xã: Bột Xuyên, Mỹ Đức với Cao Thành ,Ứng Hòa)
- Cầu Phùng Xá (TT Vân Đình, Ứng Hòa - Phùng Xá, Mỹ Đức)
- Cầu Tế Tiêu (nối 2 huyện Ứng Hòa và Mỹ Đức, thành phố Hà Nội).
- Cầu Đục Khê trên đường ĐT.425, địa phận thôn Đục Khê, Hương Sơn, Mỹ Đức, Hà Nội
- Cầu Khả Phong ở Kim Bảng, Hà Nam
- Cầu Cấm Sơn ở Kim Bảng, Hà Nam
- Cầu Quế (thị xã Kim Bảng, tỉnh Hà Nam)
- Cầu Hồng Phú (thành phố Phủ Lý, tỉnh Hà Nam)
- Cầu Châu Sơn (thành phố Phủ Lý, tỉnh Hà Nam)
- Cầu Đọ Xá (thành phố Phủ Lý, tỉnh Hà Nam)
- Cầu Kiện Khê (thị trấn Kiện Khê, huyện Thanh Liêm, Hà Nam)
- Cầu Treo Nam Công, nối làng Nam Công và làng Tân Hưng, Thanh Tân, Thanh Liêm, Hà Nam
- Cầu Bồng Lạng (Thanh Nghị, Thanh Liêm, Hà Nam)
- Cầu Khuất (nối huyện Thanh Liêm, tỉnh Hà Nam và huyện Gia Viễn, tỉnh Ninh Bình)
- Cầu Bến Mới trên tuyến quốc lộ 38B (nối huyện Ý Yên, tỉnh Nam Định và thành phố Ninh Bình, tỉnh Ninh Bình)
- Cầu Non Nước trên tuyến quốc lộ 10 (nối huyện Ý Yên, tỉnh Nam Định và thành phố Ninh Bình, tỉnh Ninh Bình)
- Cầu Ninh Bình trên tuyến đường sắt Bắc - Nam (nối huyện Ý Yên, tỉnh Nam Định và thành phố Ninh Bình, tỉnh Ninh Bình)
- Cầu Nam Bình trên tuyến cao tốc Bắc - Nam (nối huyện Ý Yên, tỉnh Nam Định và thành phố Ninh Bình, tỉnh Ninh Bình)
- Cầu Sông Đáy trên tuyến Đường cao tốc Ninh Bình – Hải Phòng (nối huyện Ý Yên, tỉnh Nam Định và Yên Khánh, tỉnh Ninh Bình)
- Cầu Cồn Thoi trên tuyến Đường ven biển Việt Nam (nối huyện Nghĩa Hưng, tỉnh Nam Định và Kim Sơn, tỉnh Ninh Bình)

## Hình ảnh

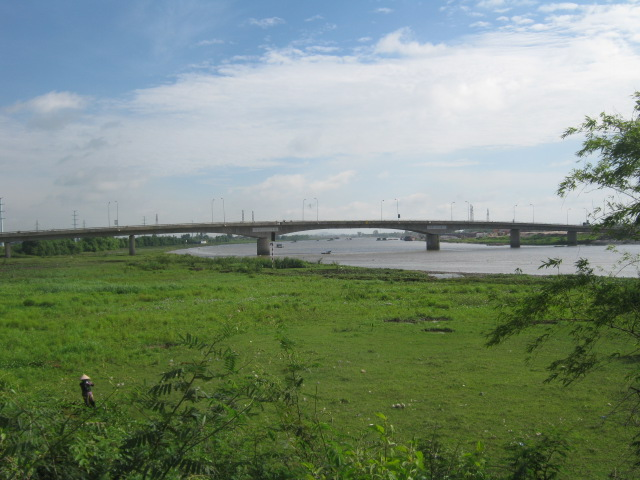
Cầu Non Nước qua sông Đáy nối Nam Định - Ninh Bình
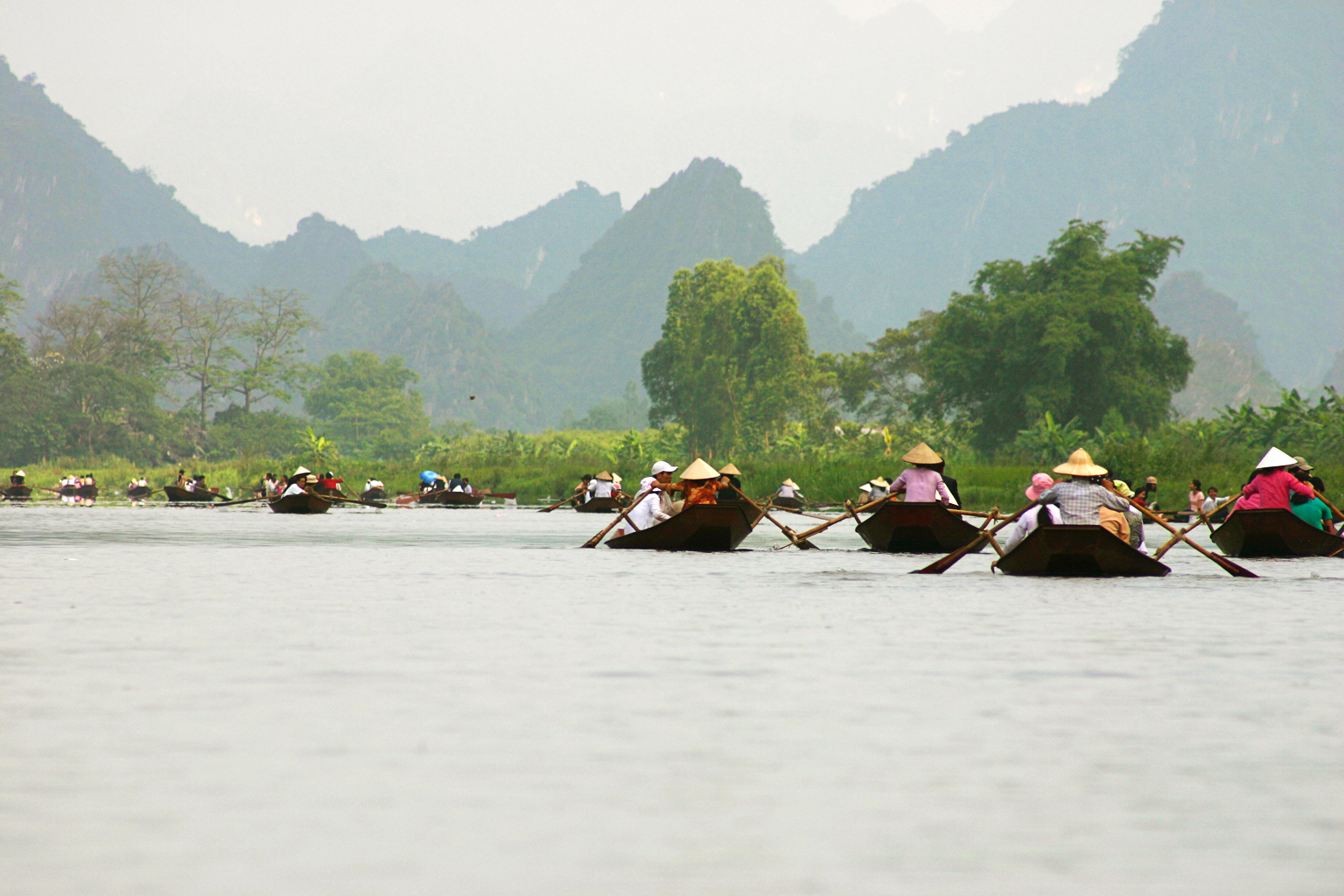
Suối Yến chùa Hương-1 Nhánh sông Đáy
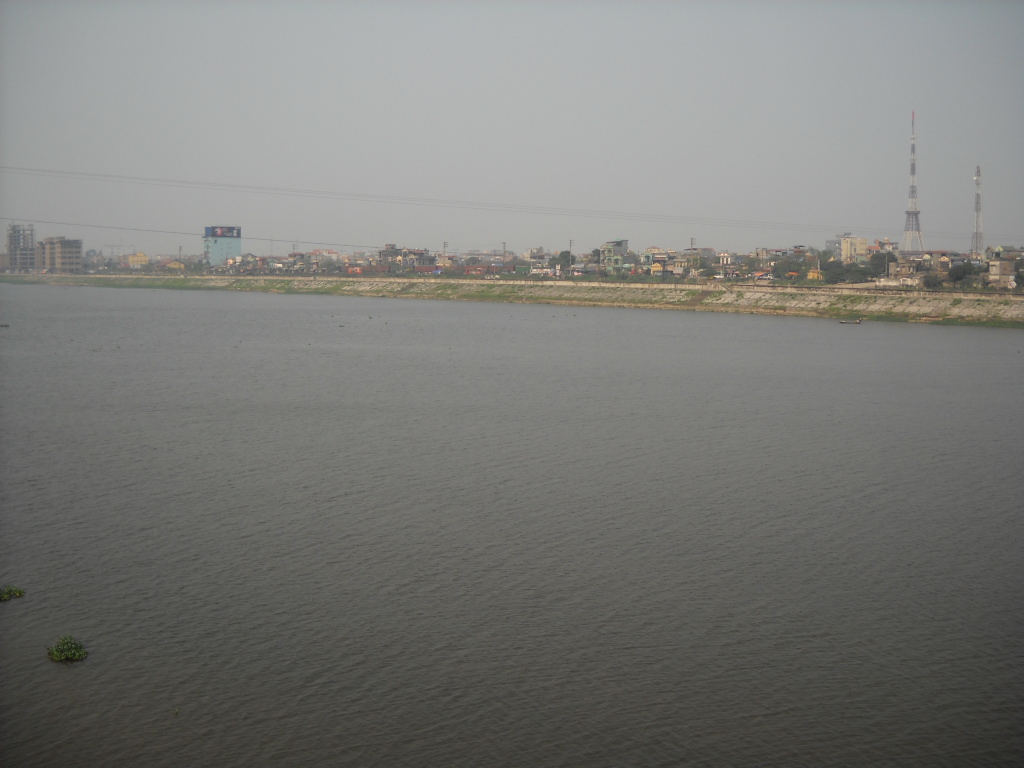
Sông Đáy đoạn chảy qua Phủ Lý
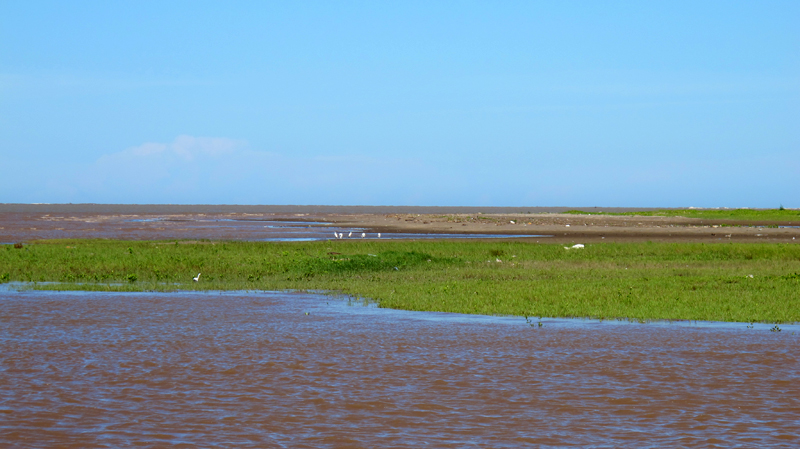
Sinh cảnh bãi bồi cửa sông Đáy
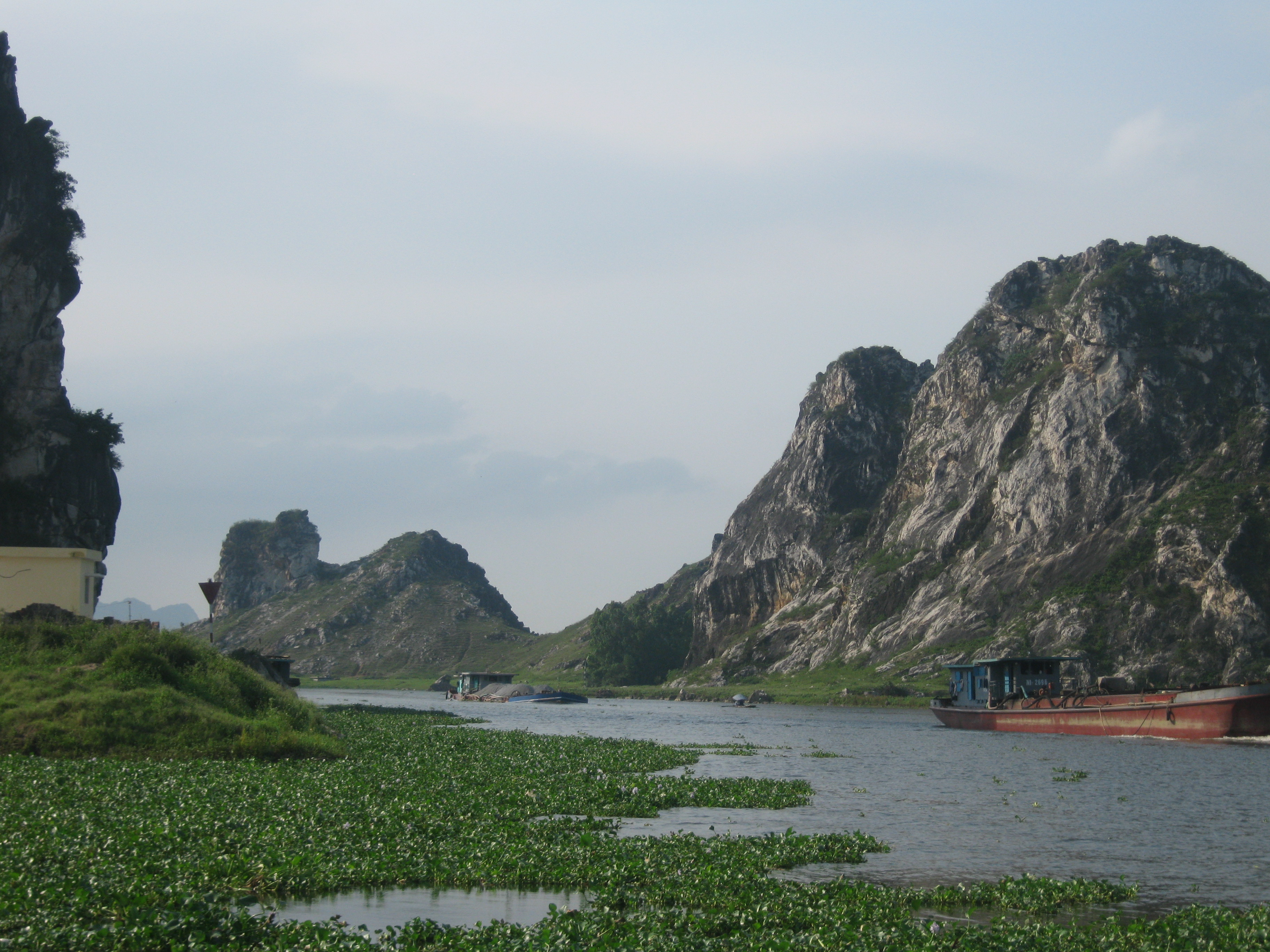
Danh thắng Kẽm Trống được tạo ra bởi sông Đáy
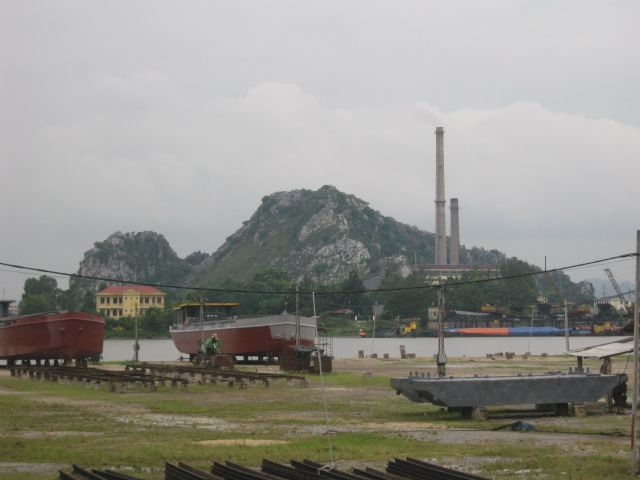
Núi Ngọc Mỹ Nhân nhìn từ bên kia sông Đáy
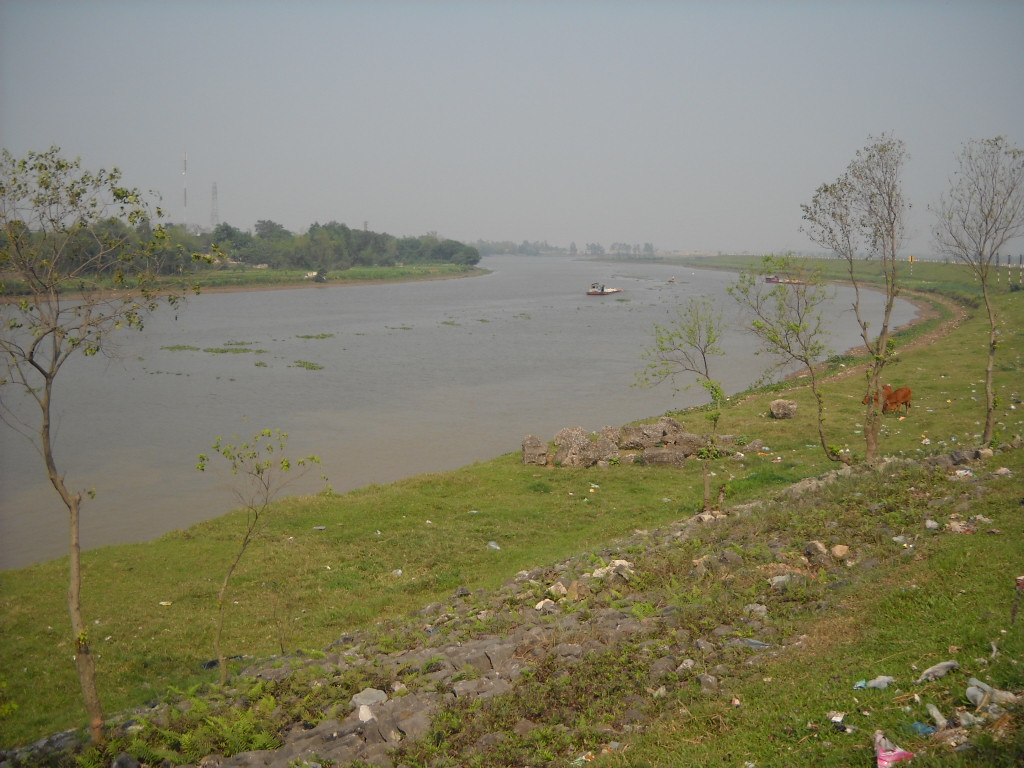
Sông Đáy đoạn qua Thanh Hải, Thanh Liêm, Hà Nam.